# Tadeusz Kuncewicz
Tadeusz Kuncewicz (ur. 13 listopada?/26 listopada 1916 w Fastowie, zm. 8 lutego 1991 w Warszawie) – major, żołnierz podziemia niepodległościowego, ofiara represji komunistycznych.

## Życiorys
Syn Stanisława i Anny z domu Mijakowskiej. W Stanisławowie ukończył średnią szkołę handlową w 1935 r. i zgłosił się do odbycia służby wojskowej. Został skierowany do Szkoły Podchorążych Rezerwy Piechoty przy 27 Dywizji Piechoty w Łucku. Następnie odbył kurs kolejowy i w zawodzie kolejarza pracował w Ruskich Piaskach do wybuchu II wojny światowej.
Już jesienią 1939 r. został żołnierzem konspiracyjnego Związku Czynu Zbrojnego w Nieliszu, przyjął pseudonim „Kmicic”. Pełnił funkcję szefa wywiadu placówki, od 1940 r. w Tarzymiechach był adiutantem komendanta Obwodu Zamość ZWZ-AK oraz oficerem do zadań specjalnych. Od maja 1941 r. przeszedł całkowicie do konspiracji, rezygnując z dotychczasowej pracy na kolei. Od kwietnia 1942 r. pracował nad odtworzeniem struktur zamojskiej Armii Krajowej, które zostały rozbite przez Gestapo po zdradzie jednego z konspiratorów. Po odbudowie struktur zajął się organizowaniem oddziału o charakterze dywersyjnym, który zajmował się organizacją akcji zapobiegających wysiedlenie ludności polskiej z Zamojszczyzny. W tym okresie zmienił pseudonim na „Podkowa”. 16 grudnia 1942 r. jego oddział podpalił most kolejowy w Ruskich Piaskach oraz spalił wieżę ciśnień i ostrzelał wagony cysterny stojące na stacji. W noc sylwestrową 1943 r. jego żołnierze zniszczyli odbudowany most w Ruskich Piaskach oraz wieże ciśnień w Ruskich Piaskach, w Szczebrzeszynie i Krasnobrodzie. Te działania zablokowały ruch na linii kolejowej na kilka dni.
22 kwietnia 1943 r. skutecznie zaatakował i zniszczył skład kolejowy z materiami pędnymi przeznaczonymi dla Wehrmachtu. 19 czerwca zaatakował fabrykę terpentyny i kalafonii „Alwa” w Szczebrzeszynie. 27 września jego oddział, wsparty posiłkami z Warszawy, przeprowadził akcję uwolnienia więźniów z więzienia w Biłgoraju. Wolność odzyskało przetrzymywanych tam 78 osób. W lutym 1944 r. nawiązał współpracę z oddziałem partyzantki radzieckiej dowodzonej przez ppłk. Piotra Werszyhorę. 9 maja 1944 r. oddział Kuncewicza wziął udział w zakończonym powodzeniem ataku na pociąg przewożący amunicję. Na trasie kolejowej Zwierzyniec-Biłgoraj doprowadzono do zatrzymania pociągu, pozyskania części ładunku na własne potrzeby oraz zniszczenia reszty transportu. 13 maja 1944 r. jego oddział, we współpracy z partyzantką radziecką, zniszczył most kolejowy na Wieprzu. 20 maja 1944 r. został mianowany przez mjr Stanisława Prusa „Adama” dowódcą II batalionu 9 pułku piechoty Legionów AK liczącego ok. 200 żołnierzy. 
W okresie Akcji „Burza” baon nawiązał współpracę z 27 Wołyńską Dywizją Piechoty i prowadził działania zbrojne w rejonie Zwierzyniec–Szczebrzeszyn–Topólcza. 26 lipca oddział Kuncewicza wkroczył do opuszczonego przez Niemców Szczebrzeszyna. 30 lipca oddział Kuncewicza został rozbrojony przez Armię Czerwoną. On sam pozostał nadal w konspiracji. Podjął próbę przedostania się do Warszawy i wzięcia udziału w powstaniu warszawskim. Nie zdoła dotrzeć w rejon walk, powrócił na Zamojszczyznę. We wrześniu planował przeprowadzenie akcji rozbicia więzienia w Zamościu, do czego ostatecznie nie doszło. Jesienią i zimą pracował nad otworzeniem podziemnej struktury w ramach Narodowych Sił Zbrojnych. 24 marca 1945 r. dowodził oddziałem, który rozbił posterunek MO w Skierbieszowie. W kwietniu 1945 r. oddział przemieścił się do Puszczy Solskiej, 10 kwietnia zdobył posterunki MO we Frampolu i Kocudzy. 24 kwietnia zajęto posterunek MO w Zakrzewie, a 27 kwietnia Janów Lubelski. Zajęto posterunek MO i uwolniono więźniów przetrzymywanych w miejscowym areszcie. 15 maja dowodzeni przez niego żołnierze zajęli posterunek MO i Urząd Gminy w Izbicy. 19 maja 1945 r. oddział „Podkowy” został zaatakowany przez grupę operacyjną z Powiatowego Urzędu Bezpieczeństwa Publicznego w Krasnymstawie.
W czerwcu 1945 r., wobec nasycenia terenu oddziałami bezpieki i trudności w dalszym działaniu, Kuncewicz podjął decyzję o rozformowaniu oddziału. Zgłosił przełożonym chęć przedostania się do zachodniej strefy okupacyjnej w Niemczech i dotarcia do 2 Korpusu Polskiego. Wspólnie z 22. innymi żołnierzami podziemia wyruszył skradzioną ciężarówka w podróż w przebraniach żołnierzy Ludowego Wojska Polskiego. 6 lipca 1945 r. dotarli w pobliże amerykańskiej strefy okupacyjnej, w obawie przed aresztowaniem zabili dwóch żołnierzy armii czechosłowackiej – Josefa Šindelářa i Vlastimila Malinę. Zostali schwytani i 10 lipca przekazani funkcjonariuszom Státní bezpečnosti. Podczas przewożenia do więzienia w Česká Kamenice podjęli próbę ucieczki, która zakończyła się śmiercią ośmiu spośród nich. Kuncewicz przeżył, następnie był przetrzymywany w więzieniach w Hradczanach, Pankrácu i Česká Lípa. 12 lipca 1947 roku został przekazany na przejściu granicznym Chałupki funkcjonariuszom Ministerstwa Bezpieczeństwa Publicznego i trafił do więzienia na Zamku Lubelskim. W procesie pokazowym został skazany na 6 lat więzienia, wyrok odbywał w więzieniu na Zamku Lubelskim, we Wronkach i Knurowie. Więzienie opuścił w 1955 roku.
Po zwolnieniu z więzienia powrócił do pracy na kolei. Był członkiem koła nr 5 ZBoWiD w Warszawie, należał do Komisji Historycznej. W 1973 roku otrzymał drugą nagrodę w konkursie wspomnień kolejarzy, którzy walczyli podczas II wojny światowej. W 1977 roku przeszedł na emeryturę. W 1990 roku zaangażował się w tworzenie Światowego Związku Żołnierzy Armii Krajowej. 
Zmarł 8 II 1991 r. w Warszawie.

## Odznaczenia
Za służbę w Armii Krajowej został odznaczony m.in.: 
- Krzyżem Srebrnym Virtuti Militari,
- Krzyżem Walecznych,
- Krzyżem Armii Krajowej,
- Krzyżem Partyzanckim.

## Upamiętnienie
W latach 2001–2003 imię Tadeusz Kuncewicza nosiła Strażnica Straży Granicznej w Lubyczy Królewskiej. Uroczystość nadania imienia odbyła się 25 maja 2001 roku. 25 lipca 2021 roku, w ramach obchodów 77. rocznicy wkroczenia Oddziałów AK do Szczebrzeszyna, tamtejsza Miejsko-Gminna Biblioteka Publiczna zorganizowała wystawę plenerową poświęconą Kuncewiczowi. Odsłonięty został również upamiętniający go mural.